# Hermann Weber (Fabrikant)
Hermann Weber (geboren am 17. Oktober 1903 in Köln; gestorben am 11. Juli 1993) war ein deutscher Fabrikant und Gründer der Firma WECO Pyrotechnische Fabrik, die Marktführer im Feuerwerksbereich in Deutschland ist.

## Leben
Von 1918 bis 1921 absolvierte Weber eine kaufmännische Lehre in Köln, die er mit sehr guten Leistungen abschloss. 1925 wurde er Handelsvertreter einer pyrotechnischen Firma aus Meiningen, wobei er sehr erfolgreich war und zum Verkaufsleiter befördert wurde. Nach der Machtergreifung musste er aufgrund seiner jüdischen Abstammung aus Köln fliehen, 1942 wurde er von der Gestapo verhaftet und wurde zwangsverpflichtet. Ab August 1944 musste er Zwangsarbeit in einem Steinbruch bei Sitzendorf leisten. Dabei verhinderte seine spätere Frau Alwine Götzenich im April 1945 seine Deportation und ermöglichte ihm die Flucht. Nach dem Krieg zog er nach Eitorf und heiratete Alwine Götzenich. Zunächst machte er sich mit einem Lebensmittelgroßhandel selbstständig, entschied sich dann jedoch, zum Feuerwerk zurückzukehren. Er gründete September 1948 in Eitorf die WECO Pyrotechnische Fabrik unter dem Namen PYRO-Chemie Hermann Weber & Co., die erste deutsche Hersteller pyrotechnischer Produkte für Feuerwerke nach dem Zweiten Weltkrieg war. 1950 richtete er einen Fonds für sozial schwache Mitarbeiter seines Werks sowie eine Pensionskasse ein. 1983 bekam er aufgrund seiner Leistungen für die Wirtschaft und seines sozialen Engagements das Bundesverdienstkreuz verliehen, im selben Jahr gab er sein Amt in der Geschäftsführung ab, blieb aber als Berater tätig. 1993, kurz vor seinem Tod, gründete er mit sechs Millionen Mark aus seinem Vermögen die Hermann Weber Stiftung, die unter anderem bedürftigen Jugendlichen und älteren Menschen aus der Region helfen soll. Die Stiftung beteiligte sich ab 1996 am Umbau des Hallenbades Eitorf in ein Freizeitbad, das zu Ehren von Hermann Weber in Hermann-Weber-Bad umbenannt wurde.

## Ehrungen
- 1984: Bundesverdienstkreuz am Bande